# 7443 Tsumura
7443 Tsumura è un asteroide della fascia principale. Scoperto nel 1996, presenta un'orbita caratterizzata da un semiasse maggiore pari a 2,9233026 UA e da un'eccentricità di 0,0344488, inclinata di 1,36328° rispetto all'eclittica.